# Деосса, Нельсон
Нельсон Александер Деосса Суарес (исп. Nelson Alexander Deossa Suárez; род. 6 февраля 2000, Мармато, Кальдас) — колумбийский футболист, полузащитник клуба «Реал Бетис».

## Клубная карьера
Деосса — воспитанник клуба «Атлетико Уила». 25 января 2021 года в матче против «Боготы» он дебютировал в колумбийской Примере B. По итогам сезона игрок помог клубу выйти в элиту. 20 июля в матче против «Онсе Кальдас» он дебютировал в Кубке Мустанга. 21 ноября в поединке против «Энвигадо» Нельсон забил свой первый гол за «Атлетико Уила». В начале 2022 года Деосса на правах аренды перешёл в аргентинский «Эстудиантес». 13 февраля в матче против «Индепендьенте» он дебютировал в аргентинской Примере. 
Летом 2022 года Деосса был арендован «Атлетико Хуниор». 17 июля в матче против «Атлетико Насьональ» он дебютировал за новый клуб. 24 июля в поединке против «Индепендьенте Санта-Фе» Нельсон забил свой первый гол за «Атлетико Хуниор». 
В начале 2023 года Деосса на правах аренды перешёл в «Атлетико Насьональ». 29 января в матче против «Рионегро Агилас» он дебютировал за новую команду. 27 февраля в поединке против своего бывшего клуба «Атлетико Уила» Нельсон забил свой первый гол за «Атлетико Насьональ». В своём дебютном сезоне игрок помог клубу выиграть чемпионат. В начале 2024 года Деосса подписал контракт с мексиканской «Пачукой». 29 января в матче против УНАМ Пумас он дебютировал в мексиканской Примере. 11 февраля в поединке против «Монтеррея» Нельсон забил свой первый гол за «Пачуку». В своём дебютном сезоне игрок помог клубу выиграть Кубок чемпионов КОНАКАФ, забив голы в матчах против американского «Филадельфия Юнион» и столичной «Америки». 

## Достижения
Клубные
 «Атлетико Насьональ»
- Победитель Кубка Мустанга — 2023
- Обладатель Кубка Колумбии — 2023

 «Пачука»
- Обладатель Кубка чемпионов КОНКАКАФ — 2024